# Emmanuelle Joly
Emmanuelle Joly est une surfeuse française née le 2 juin 1971 à Paris, qui habite sur la Côte basque.

## Biographie
Membre de l'équipe de France depuis 10 ans, elle a été une des pionnières du surf féminin en France. Avec 6 titre de championne d'Europe et 5 titre de championne de France elle a également fait partie du CT pendant 4 années.
Elle est sur la liste du député Jean Espilondo (PS) pour les élections municipales et cantonales de mars 2001.
En 2020, la ville d'Anglet lui rend hommage en lui demandant de laisser ses empreintes sur son avenue de surf, avec Pauline Ado et Johanne Defay,.

## Palmarès
Emmanuelle Joly est une surfeuse professionnelle en activité avec le plus beau palmarès français en surf féminin :
- Membre de l'équipe de France depuis 1991
- 6 fois championne d'Europe : 1re en 1993 et 1999, 2e en 1995, 4e 1994 et 1998, 5e en 2004[4]
- 4 fois championne de France en 1994, 1995, 1996, 1998[5]
- 3e Haleiwa Pro
- Finaliste World Surfing Games 1998
- 1e WQS 5* Newquay 2003
- 1/4 finale Jeffrey's Bay Pro
- 1/4 finale Haleiwa Women's Pro
- 1/4 finale US Open
- 1/2 finale Durban Pro